# مقیاس ماکروسکوپی
ماکروسکوپی یا درشت‌بینی عموماً برای توصیف اشیای فیزیکی قابل دیدن و اندازه‌گیری توسط چشم غیرمسلح یا چشم برهنه به‌کار می‌رود. مقیاس ماکروسکوپی معمولاً در برابر مقیاس میکروسکوپی (ریزمقیاس) مطرح می‌شود که به اشیای دارای اندازه‌های هندسی ریز می‌پردازد.

## جُستارهای وابسته
- میکروسکوپی